# Стильяни, Томмазо
Томмазо Стильяни (итал. Tommaso Stigliani, 1573, Матера, Базиликата — 1651, Рим) — итальянский поэт и прозаик.

## Биография
В юном возрасте отправился в Неаполь, где познакомился с поэтом Марино Джамбаттистой. Некоторое время служил при дворе Карла Эммануила I в Турине. В 1603 году стал секретарём герцога Пармы и Пьяченцы Рануччо I Фарнезе.
В 1600 году появилось его первое произведение — короткое стихотворение под названием Il Polifemo. Сборник стихов, опубликованных в 1605 году, был помещён в Индекс запрещённых книг и запрещены к чтению Римско-католической церковью, как содержащие непристойности.
Обвинив в доносе на него в инквизицию чиновника Венецианской республики, дрался с ним на дуэли, был ранен и вынужден бежать в Неаполь. Смог вернуться в Парму, благодаря покровительству кардинала Чинцио Пассери Альдобрандини и заступничеству Торквато Тассо.
Стал там членом академии «Accademia degli Innominati», в 1617 году опубликовал первые двадцать песен Il mondo nuovo и стихотворение, посвящённое Колумбу.
Академия деи Линчеи поручила ему редактуру и наблюдение за печатанием научно-философского полемического трактата «Пробирных дел мастера» Галилея (Рим, 1623). Свою работу Стильяни выполнил крайне небрежно. Галилей составил обширный список опечаток, замеченных им при чтении первоиздания.

## Избранные произведения
- Stigliani, Tommaso. Il Polifemo. — Милан : nella stampa del q. Pacifico Pontio impressore archiepiscopale, 1600.
- Stigliani, Tommaso. Il mondo nuovo. — 1. — Пьяченца : per Alessandro Bazacchi, 1617.
- Stigliani, Tommaso. Il mondo nuovo. — 2. — Рим : Appresso Giacomo Mascardi, 1628.
- Stigliani, Tommaso. Il canzoniero del signor caualier fra' Tomaso Stigliani. — Рим : per l'erede di Bartolomeo Zannetti, 1623.
- Stigliani, Tommaso. Dello occhiale opera difensiua del caualier fr. Tomaso Stigliani. Scritta in risposta al caualier Gio. Battista Marini. Dedicato all'eccellentiss. sig. conte D'Oliuares. — Венеция : appresso Pietro Carampello, 1627.
- Stigliani, Tommaso. Lettere del caualiere fra Tomaso Stigliani dedicate al sig. prencipe di Gallicano. — Рим : per Domenico Manelfi, 1651.